# After Forever (альбом)
After Forever — пятый и последний студийный альбом нидерландской симфоник-метал-группы After Forever, издан в 2007 году. Единственный студийный альбом группы, вышедший на лейбле Nuclear Blast, до этого коллектив сотрудничал с Transmission. Бонус-трек «Lonely» появился только на диджипаке. Альбом поднялся до 6 позиции в нидерландском чарте.

## Список композиций
Все тексты написаны Ф. Янсен, вся музыка написана С. Гомманс, Ю. ван дер Брок, кроме «Energize Me» и «Envision» — С. Гомманс, Ю. ван дер Брюк, G. Groothedde.
| №   | Название              | Длительность |
| --- | --------------------- | ------------ |
| 1.  | «Discord»             | 4:36         |
| 2.  | «Evoke»               | 4:23         |
| 3.  | «Transitory»          | 3:28         |
| 4.  | «Energize Me»         | 3:09         |
| 5.  | «Equally Destructive» | 3:31         |
| 6.  | «Withering Time»      | 4:31         |
| 7.  | «De-Energized»        | 5:09         |
| 8.  | «Cry with a Smile»    | 4:25         |
| 9.  | «Envision»            | 3:56         |
| 10. | «Who I Am»            | 4:35         |
| 11. | «Dreamflight»         | 11:08        |
| 12. | «Empty Memories»      | 4:55         |

Бонус-треки
| №   | Название          | Длительность |
| --- | ----------------- | ------------ |
| 13. | «Lonely»          | 3:24         |
| 14. | «Sweet Enclosure» | 5:03         |

DVD
Бонусный DVD продавался вместе с североамериканским изданием, он включал:
| №  | Название                      | Длительность |
| -- | ----------------------------- | ------------ |
| 1. | «Discord» (видео)             |              |
| 2. | «Equally Destructive» (видео) |              |
| 3. | «Energize Me» (видео)         |              |
| 4. | «Фотогалерея»                 |              |

## Участники записи
Группа
- Флор Янсен — вокал, сопрано в хоре
- Сандер Гомманс — гитара, гроулинг
- Бас Маас — гитара
- Люк ван Гервен — бас-гитара
- Юст ван дер Брок — клавишные, аранжировка оркестра и хора, инженерия
- Андре Боргман — ударные

Приглашённые музыканты
- Пражский филармонический оркестр (The City of Prague Philharmonic)
- Rannveig Sif Sigurdardottir — меццо-сопрано в хоре
- Amanda Somerville — альт в хоре
- Previn Moore — тенор и баритон в хоре
- Jeff Waters — гитарное соло в композиции «De-Energized»
- Doro Pesch — вокал в композиции «Who I Am»

Продакшн
- Gordon Groothedde — продюсирование, инженерия, микширование